# Gino Girolamo Fanno
Gino Girolamo Fanno (Conegliano, 18 novembre 1882 – Pegli, 26 marzo 1962) è stato un ingegnere meccanico italiano.
Era il terzogenito di Giacomo e di Emma Diena, di famiglia ebraica. È noto per essere lo sviluppatore del modello matematico di flusso compressibile conosciuto come flusso di Fanno. 
Fanno, di religione ebraica, si diplomò all'Istituto Tecnico Paolo Sarpi di Venezia il 24 luglio 1900. Nello stesso anno si trasferì a Zurigo, dove si laureò in ingegneria meccanica presso il Politecnico federale il 7 luglio del 1904.
Conosceva fluentemente, oltre all'italiano, l'inglese, il tedesco e il francese.
Rientrato in Italia,  iniziò a lavorare come ingegnere. Si sposò ma non ebbe figli. Ottenne un diploma di dottorato dal Regio Istituto Superiore d'Ingegneria di Genova, diploma che perse nel 1939 in seguito alla denuncia della sua origine ebraica.
Durante la seconda guerra mondiale fu posto agli arresti domiciliari nonostante la conversione al cattolicesimo avvenuta nel 1941
Al termine del conflitto, Fanno continuò a lavorare come ingegnere nel settore agricolo. Morì nel 1962 senza aver ricevuto riconoscimenti ufficiali per il modello che porta il suo nome.
Era fratello dell'economista Marco Fanno.